# Alpine (Nova Jersey)
Alpine és una població dels Estats Units a l'estat de Nova Jersey. Segons el cens del 2008 tenia 2.480 habitants.

## Demografia
Segons el cens del 2000, Alpine tenia 2.183 habitants, 708 habitatges, i 623 famílies. La densitat de població era de 132,5 habitants/km².
Dels 708 habitatges en un 36,3% hi vivien nens de menys de 18 anys, en un 79,8% hi vivien parelles casades, en un 4,8% dones solteres, i en un 12% no eren unitats familiars. En el 9,9% dels habitatges hi vivien persones soles el 4,2% de les quals corresponia a persones de 65 anys o més que vivien soles. El nombre mitjà de persones vivint en cada habitatge era de 3,08 i el nombre mitjà de persones que vivien en cada família era de 3,24.
Per edats la població es repartia de la següent manera: un 24,7% tenia menys de 18 anys, un 5,4% entre 18 i 24, un 20,9% entre 25 i 44, un 34,2% de 45 a 60 i un 14,8% 65 anys o més.
L'edat mediana era de 44 anys. Per cada 100 dones de 18 o més anys hi havia 94,8 homes.
La renda mediana per habitatge era de 130.740 $ i la renda mediana per família de 134.068 $. Els homes tenien una renda mediana de 87.544 $ mentre que les dones 45.536 $. La renda per capita de la població era de 76.995 $. Aproximadament el 5,4% de les famílies i el 6,2% de la població estaven per davall del llindar de pobresa.

## Poblacions més properes
El següent diagrama mostra les poblacions més properes.